# Igoemenitsa
Igoemenitsa (Grieks: Ηγουμενίτσα, Igoumenitsa) is een havenstad in het noordwesten van Griekenland in de bestuurlijke regio (periferia) Epirus. De gemeente (dimos) telt circa 15.000 inwoners en is gelegen aan een baai op een twintigtal kilometer van de Albanese grens. De afstand tot Athene bedraagt 480 km, die tot Thessaloniki 460 km.
Igoemenitsa is de hoofdplaats van de regionale eenheid Thesprotia.

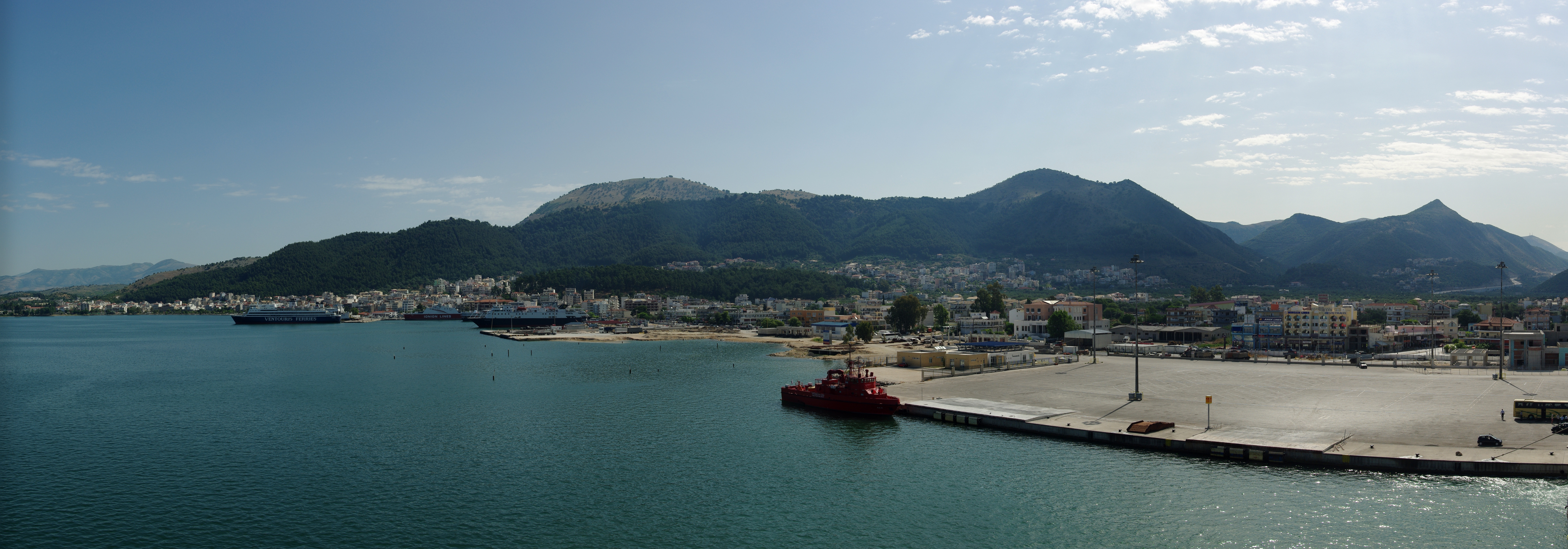
Panoramisch uitzicht op Igoemenitsa

## Geschiedenis
Tot de Eerste Balkanoorlog in 1913 was Igoemenitsa in Turkse handen. Het was een klein, onbelangrijk vissersdorpje met hooguit 500 inwoners, tot het in 1936 (tot 2010) hoofdplaats van de nomos Thesprotía werd. In de nasleep van de Tweede Wereldoorlog werd het in 1944, tijdens de aftocht van de Duitse bezettingstroepen, met de grond gelijk gemaakt, waarna het volledig werd herbouwd als een moderne stad.

### Gemeentelijke herindeling (2011)
De vijf deelgemeenten (dimotiki enotita) van de fusiegemeente zijn:
- Igoemenitsa (Ηγουμενίτσα, Igoumenitsa)
- Margariti (Μαργαρίτι)
- Parapotamos (Παραπόταμος)
- Perdika (Πέρδικα)
- Syvota (Σύβοτα)

## Verkeer
Igoemenitsa is van belang als nationaal en internationaal verkeersknooppunt. Niet alleen meren hier veerboten uit diverse Italiaanse havens aan en vormen zo de verbinding met West-Europa, maar ook zijn er frequente bootverbindingen met Patras, met het tegenover de baai gelegen Korfoe en met de andere Ionische Eilanden. Tot het midden van de jaren 60 van vorige eeuw konden alleen kleinere schepen in de haven aanmeren. Sinds de uitdieping van het havenbekken kon de stad zich ontwikkelen tot een der grootste verbindingshavens met West-Europa. Een verdere uitbreiding van de haven is gepland.
Vanuit Igoemenitsa vertrekken ook twee belangrijke landwegen. De eerste leidt naar Ioannina en vormt van daaruit de verbinding met Thessaloniki en de rest van Noord-Griekenland. De tweede volgt min of meer de kustlijn van de Ionische Zee in zuidoostelijke richting, en leidt naar de toeristische kustplaatsen Parga en Preveza.
Een in 2009 geopende snelwegverbinding, de Egnatia Odos, onderdeel van de E90, heeft de verbinding met Thessaloniki en Turkije aanzienlijk verbeterd en de benodigde reistijd van en naar de Turkse grens met meerdere uren bekort. Tussen Thessaloniki en de Turkse grens loopt de weg min of meer parallel aan de Romeinse Via Egnatia.